# Feldmark und Uferzone an Untertrave und Dassower See
Feldmark und Uferzone an Untertrave und Dassower See este o arie protejată (arie de protecție specială avifaunistică — SPA) din Germania întinsă pe o suprafață de 2.103 ha, integral pe uscat.

## Localizare
Centrul sitului Feldmark und Uferzone an Untertrave und Dassower See este situat la coordonatele 53°54′53″N 10°57′28″E / 53.9147°N 10.9578°E.

## Înființare
Situl Feldmark und Uferzone an Untertrave und Dassower See a fost declarat arie de protecție specială avifaunistică în aprilie 2008 pentru a proteja 13 specii de animale.

## Biodiversitate
Situată în ecoregiunea continentală, aria protejată nu include niciun habitat protejat.
La baza desemnării sitului se află mai multe specii protejate de  păsări (13): pescăruș albastru (Alcedo atthis), Anser albifrons albifrons, gâscă de semănătură (Anser fabalis), barză albă (Ciconia ciconia ciconia), erete de stuf (Circus aeruginosus), lebădă de iarnă (Cygnus cygnus), ciocănitoarea de stejar (Dendrocopos medius), sfrâncioc roșiatic (Lanius collurio), Mergus merganser merganser, gaia neagră (Milvus migrans), gaia roșie (Milvus milvus), viespar (Pernis apivorus), silvie porumbacă (Sylvia nisoria).